# Laurentius van Rome
De heilige martelaar Laurentius van Rome of Sint-Laurens leefde in de derde eeuw in Rome, tijdens de christenvervolgingen. Over zijn leven is nauwelijks iets bekend. Hij is ongeveer in het jaar 225 geboren in Huesca (Spanje) en oefende in Rome het ambt van diaken uit tot 10 augustus 258. 

## Beschermheilige en patroon
Sint-Laurentius is patroon van de stad en het bisdom Rotterdam (waarvan de Laurentius- en Elisabethkathedraal de hoofdkerk is), van de stad Alkmaar waar de Grote of Sint-Laurenskerk naar hem is genoemd, en van de stad Lokeren waar de Sint-Laurentiuskerk, de Sint-Laurentiuskapel, de peperkoekfabriek en het streekgebak naar hem zijn genoemd. Er zijn in meerdere landen kerken aan hem gewijd.
Als diaken belast met de zorg voor de (heilige) boeken wordt Laurentius vereerd als patroon van de bibliothecarissen, boekhouders en informatici.
Hij is ook de beschermheilige van de armen en de patroon van allen die met vuur werken, zoals koks, pastei- en banketbakkers, bierbrouwers, kolenbranders en brandweerlieden.
De naamdag van Sint-Laurentius wordt gevierd op 10 augustus, op de datum van zijn vermoedelijke sterfdag.

## Leven

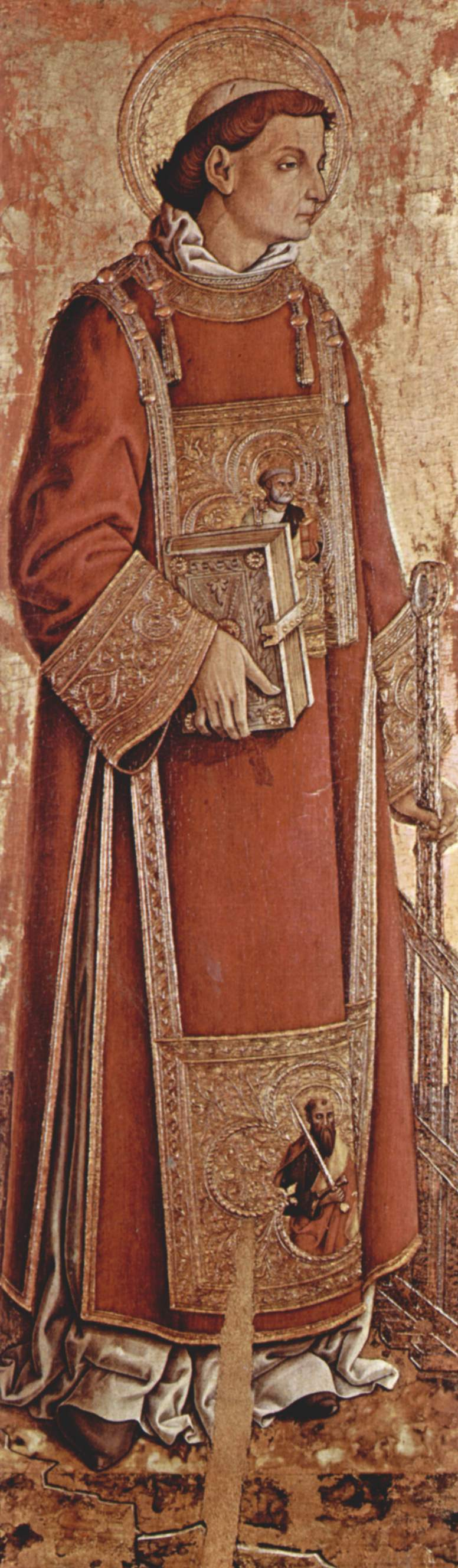
Laurentius op een altaarstuk in de San Silvestro in Massa Fermana door Carlo Crivelli, 1468

Het is bekend dat er in de derde eeuw in Rome 46 priesters waren, daarnaast zeven diakens en zeven subdiakens. De aartsdiaken Laurentius heeft naast de kerkelijk administratieve taken ook het beheer over de giften die binnenkomen voor die behoeftigen. Er zijn 1500 weduwen en noodlijdenden die moeten worden bijgestaan.
Een jaar voor Laurentius' dood ontneemt keizer Valerianus I de christenen niet alleen het recht van vergadering, hij sluit ook hun godshuizen en verbiedt ze de eigen begraafplaatsen te gebruiken. In 258 draagt paus Sixtus II toch het Heilig Misoffer op in de catacomben van Pretextatus, hetgeen dus tegen de wet van de keizer ingaat. Sixtus wordt verraden en op 6 augustus samen met vier van de zeven diakens ter dood gebracht. Laurentius wordt wel gevangengenomen, maar niet meteen ter dood gebracht. Keizer Valerianus eist van hem dat hij eerst alle rijkdommen van de kerk, de kostbare gouden en zilveren vaten en ook de heilige boeken die onder zijn hoede zijn gesteld, aan hem overhandigt. De keizer heeft namelijk veel geld nodig om het grote rijk te verdedigen tegen aanvallen van Germanen en andere vreemde volkeren, en ook de keizercultus vergt veel geld. 
Keizer Valerianus weet dat Laurentius als diaken weldoende is rondgegaan tussen de arme christenen. Hij concludeert daaruit dat Laurentius veel geld en goederen tot zijn beschikking moet hebben. De keizer zet hem gevangen en eist veel geld. Als Laurentius verlof vraagt om het gevraagde op te halen, besteedt hij zijn tijd nuttig door alles wat er is aan de armen uit te delen. Als hij met lege handen met een grote groep arme mensen terugkeert bij zijn rechters verklaart hij, wijzend op de stoet van mensen: "Zie daar de schatten van de Kerk."
Omdat ze hem niet geloven, wordt hij gegeseld, maar ook dat maakt hem niet loslippig. Dan wordt besloten hem op een rooster boven een vuur te folteren. Volgens een legende zou hij toen gezegd hebben: "Ik ben al gaar, keer mij om en eet me op." Mogelijk is hij tijdens deze foltering gestorven, maar waarschijnlijker is het dat hij ten slotte onthoofd is. De relikwie van zijn hoofd dat nog los bewaard wordt, wijst daarop. De tempel van Antoninus en Faustina op het Forum Romanum is, ten tijde van de bloei van het christendom, als kerk toegewezen en naar hem vernoemd. Volgens de legende is hij ter dood gebracht op de plaats waar later de kerk San Lorenzo in Panisperna werd opgericht.
Paus Damasus I (366 - 384) bracht zijn kanselarij en boeken onder in de Laurentiuskerk in Rome. In de Middeleeuwen werd Laurentius vereerd, vooral in Spanje. Op Sint Laurentiusdag van het jaar 1557 hadden Spaans-Nederlandse troepen bij de Slag bij Saint-Quentin de Fransen verslagen. Filips II liet het Escorialpaleis bij Madrid bouwen in de vorm van een rooster, naar het model van het rooster waarop Laurentius geroosterd werd. Het complex herbergt nog steeds een grote bibliotheek.

## Galerij

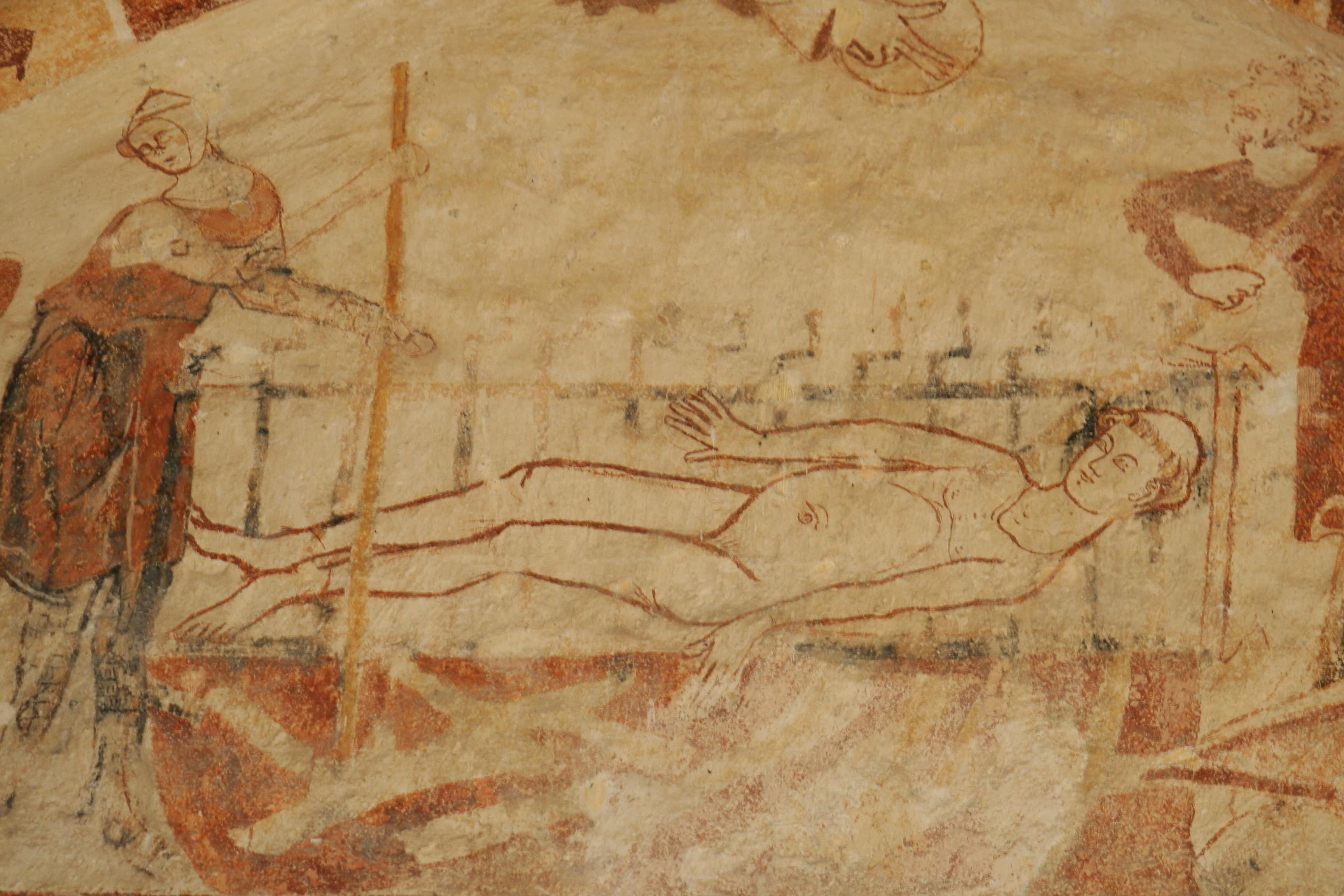
Mesnard-la-Barotière
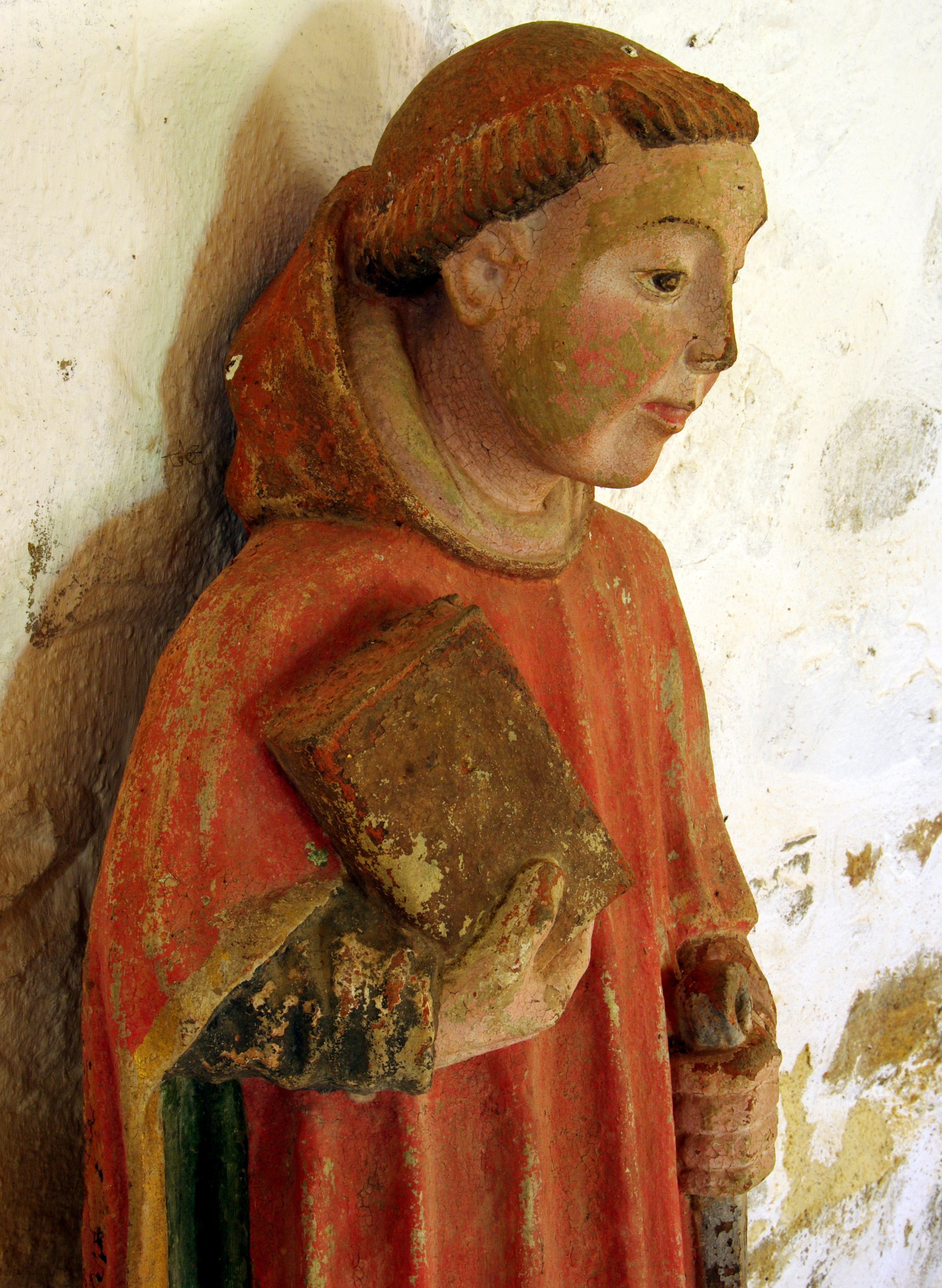
Logonna-Daoulas
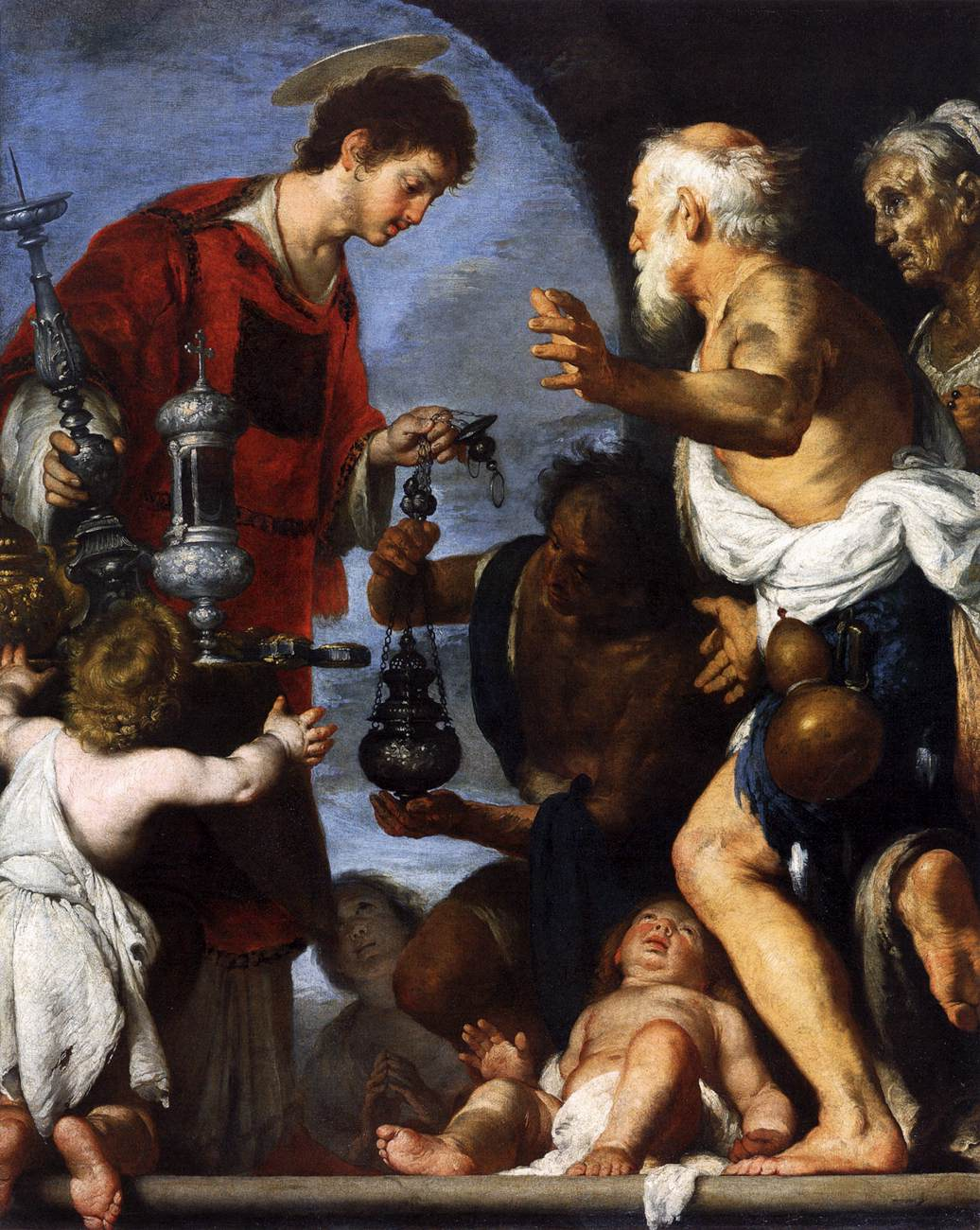
Venetië
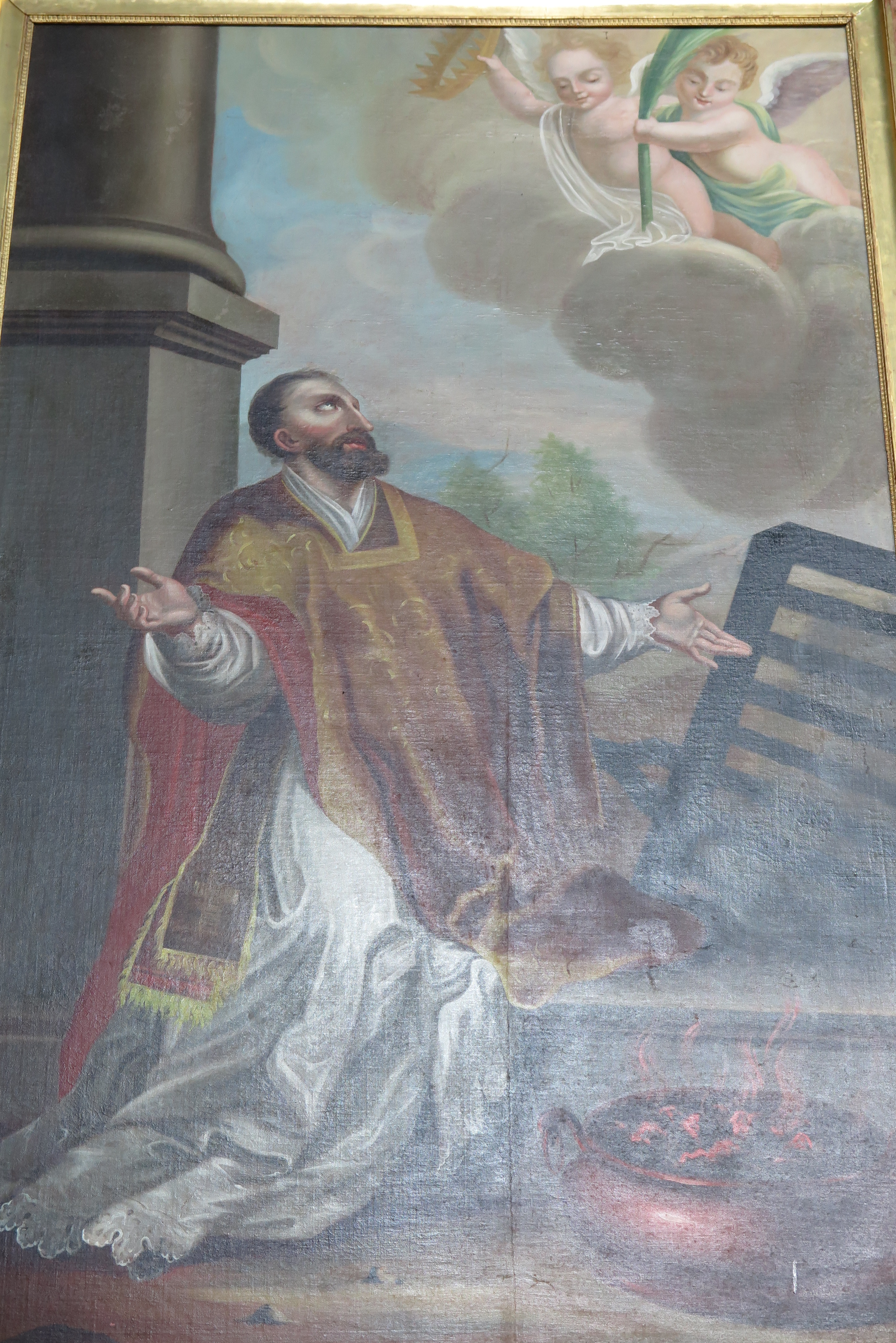
Villeneuve-Tolosane